# Хамада Тип 1
Хамада Тип 1 — японский пистолет времён Второй мировой войны.

## История
В 1941 году компанией Japan Firearms Mahufacturing, специализировавшейся на выпуске спортивного оружия, был разработан армейский пистолет калибра 7,65 мм, заметно схожий с пистолетом Браунинга модели 1910 года и использовавший те же боеприпасы (единственным существенным отличием являлось крепление ствола, имевшего шесть правосторонних нарезов, к рамке при помощи шипообразного стыка).
В том же году пистолет был принят на вооружение под наименованием Тип 1.
С конца 1941 года по февраль 1944 года было выпущено около 5000 единиц.
На основе Хамада Тип 1 в 1943 году был сконструирован 8-мм пистолет, получивший наименование Хамада Тип 2.